# Suzuki MotoGP

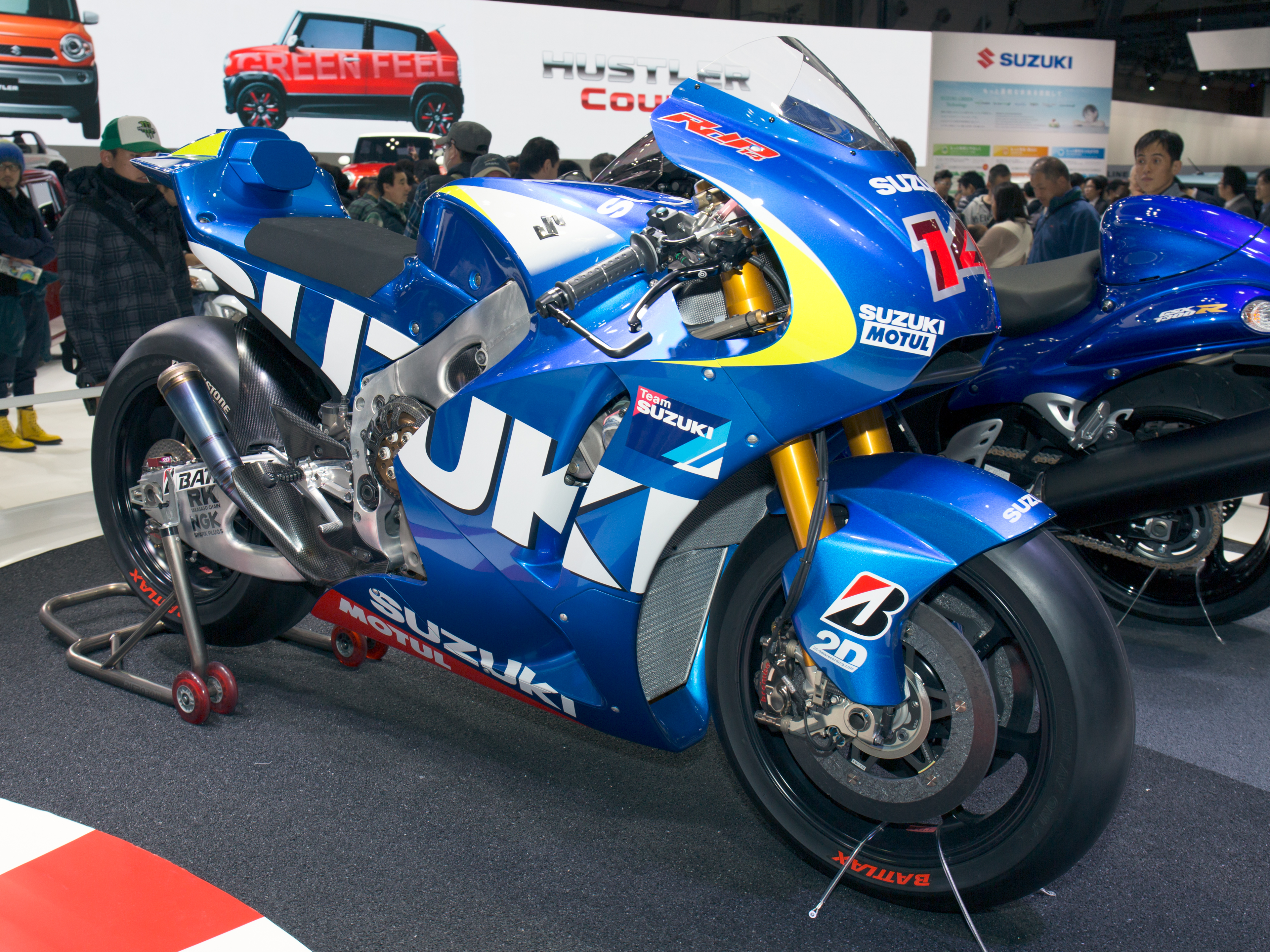
En tidig GSX-RR 2013.

Suzuki MotoGP är Suzukis MotoGP-stall. Suzuki gjorde comeback i MotoGP Roadracing-VM 2015 under teamnamnet Suzuki Ecstar.
Förare 2008 och 2009 var australiensaren Chris Vermeulen och italienske veteranen Loris Capirossi. Capirossi kom till stallet efter många år hos Ducati Corse och ersatte anglo-amerikanen John Hopkins som gick till Kawasaki Motors Racing. Roadracing-VM 2010 stannade Capirossi kvar medan Vermeulen ersattes av spanjoren Álvaro Bautista som klev upp en klass från 250GP. 2011 ställde Suzuki endast upp med Bautista. Inför säsongen 2012 meddelade Suzuki att de lämnar MotoGP.
Suzuki gjorde comeback i MotoGP säsongen 2015 med förarna Aleix Espargaró och Maverick Viñales. Davide Brivio är stallchef och motorcykeln är nyutvecklad med en rak fyrcylindrig mototor med cylindervolymen 1000 cm³. Den har fått namnet Suzuki GSX-RR. Espargaró blev 11:a i VM och Viñales 12:a och bästa nykomling i MotoGP. Båda förarna fortsatte hos Suzuki 2016 och Viñales vann Australiens Grand Prix. Suzukis första Grand Prix-seger sedan 2007. Viñales kom fyra och Espargaró elva i VM. Tack vare de goda resultaten 2016 förlorade Suzuki ffördelarna med bland annat fri motorutveckling under säsongen och fler testdagar till säsongen 2017. Man hade också två nya förare, Andrea Iannone och Álex Rins. Det blev en säsong utan pallplatser, vilket innebar att de ovan nämnda fördelarna var tillbaka till 2018. Samma förare fortsatte och Iannone kom på tredje plats i Amerikas Grand Prix.

## Säsonger i sammanfattning från 2002
| Säsong | Klass            | Team-namn                  | Konstruktör | Motorcykel    | Förare            | VM- plac. | 1/2/3- platser | Anm.                  |
| ------ | ---------------- | -------------------------- | ----------- | ------------- | ----------------- | --------- | -------------- | --------------------- |
| 2002   | MotoGP           | Telefonica Movistar Suzuki | Suzuki      | Suzuki GSV-R  | Kenny Roberts Jr. | 9         | - / - / 1      |                       |
| 2002   | MotoGP           | Telefonica Movistar Suzuki | Suzuki      | Suzuki GSV-R  | Sete Gibernau     | 16        | - / - / -      |                       |
| 2003   | MotoGP           | Suzuki Grand Prix Team     | Suzuki      | Suzuki GSV-R  | Kenny Roberts Jr. | 19        | - / - / -      |                       |
| 2003   | MotoGP           | Suzuki Grand Prix Team     | Suzuki      | Suzuki GSV-R  | John Hopkins      | 17        | - / - / -      |                       |
| 2004   | MotoGP           | Team Suzuki MotoGP         | Suzuki      | Suzuki GSV-R  | Kenny Roberts Jr. | 18        | - / - / -      |                       |
| 2004   | MotoGP           | Team Suzuki MotoGP         | Suzuki      | Suzuki GSV-R  | John Hopkins      | 16        | - / - / -      |                       |
| 2005   | MotoGP           | Team Suzuki MotoGP         | Suzuki      | Suzuki GSV-R  | Kenny Roberts Jr. | 13        | - / 1 / -      |                       |
| 2005   | MotoGP           | Team Suzuki MotoGP         | Suzuki      | Suzuki GSV-R  | John Hopkins      | 14        | - / - / -      |                       |
| 2006   | MotoGP           | Rizla Suzuki MotoGP        | Suzuki      | Suzuki GSV-R  | Chris Vermeulen   | 11        | - / 1 / -      |                       |
| 2006   | MotoGP           | Rizla Suzuki MotoGP        | Suzuki      | Suzuki GSV-R  | John Hopkins      | 10        | - / - / -      |                       |
| 2007   | MotoGP           | Rizla Suzuki MotoGP        | Suzuki      | Suzuki GSV-R  | Chris Vermeulen   | 6         | 1 / 2 / 1      |                       |
| 2007   | MotoGP           | Rizla Suzuki MotoGP        | Suzuki      | Suzuki GSV-R  | John Hopkins      | 4         | - / 1 / 3      |                       |
| 2008   | MotoGP           | Rizla Suzuki MotoGP        | Suzuki      | Suzuki GSV-R  | Chris Vermeulen   | 8         | - / - / 2      |                       |
| 2008   | MotoGP           | Rizla Suzuki MotoGP        | Suzuki      | Suzuki GSV-R  | Loris Capirossi   | 10        | - / - / 1      |                       |
| 2009   | MotoGP           | Rizla Suzuki MotoGP        | Suzuki      | Suzuki GSV-R  | Chris Vermeulen   | 12        | - / - / -      |                       |
| 2009   | MotoGP           | Rizla Suzuki MotoGP        | Suzuki      | Suzuki GSV-R  | Loris Capirossi   | 9         | - / - / -      |                       |
| 2010   | MotoGP           | Rizla Suzuki MotoGP        | Suzuki      | Suzuki GSV-R  | Alvaro Bautista   | 13        | - / - / -      |                       |
| 2010   | MotoGP           | Rizla Suzuki MotoGP        | Suzuki      | Suzuki GSV-R  | Loris Capirossi   | 16        | - / - / -      |                       |
| 2011   | MotoGP           | Rizla Suzuki MotoGP        | Suzuki      | Suzuki GSV-R  | Alvaro Bautista   | 13        | - / - / -      |                       |
| 2012   | Inget deltagande |                            |             |               |                   |           |                |                       |
| 2013   | Inget deltagande |                            |             |               |                   |           |                |                       |
| 2014   | MotoGP           | Team Suzuki MotoGP         | Suzuki      | Suzuki GSX-RR | Randy de Puniet   |           |                | Wildcard i sista GP:t |
| 2015   | MotoGP           | Team Suzuki Ecstar         | Suzuki      | Suzuki GSX-RR | Maverick Viñales  | 12        | - / - / -      |                       |
| 2015   | MotoGP           | Team Suzuki Ecstar         | Suzuki      | Suzuki GSX-RR | Aleix Espargaró   | 11        | - / - / -      |                       |
| 2016   | MotoGP           | Team Suzuki Ecstar         | Suzuki      | Suzuki GSX-RR | Maverick Viñales  | 4         | 1 / - / 3      |                       |
| 2016   | MotoGP           | Team Suzuki Ecstar         | Suzuki      | Suzuki GSX-RR | Aleix Espargaró   | 11        | - / - / -      |                       |
| 2017   | MotoGP           | Team Suzuki Ecstar         | Suzuki      | Suzuki GSX-RR | Andrea Iannone    | 13        | - / - / -      |                       |
| 2017   | MotoGP           | Team Suzuki Ecstar         | Suzuki      | Suzuki GSX-RR | Álex Rins         | 16        | - / - / -      |                       |
| 2018   | MotoGP           | Team Suzuki Ecstar         | Suzuki      | Suzuki GSX-RR | Andrea Iannone    | 10        | - / 1 / 3      |                       |
| 2018   | MotoGP           | Team Suzuki Ecstar         | Suzuki      | Suzuki GSX-RR | Álex Rins         | 5         | - / 3 / 2      |                       |
| 2019   | MotoGP           | Team Suzuki Ecstar         | Suzuki      | Suzuki GSX-RR | Joan Mir          | 12        | - / - / -      |                       |
| 2019   | MotoGP           | Team Suzuki Ecstar         | Suzuki      | Suzuki GSX-RR | Álex Rins         | 4         | 2 / 1 / -      |                       |
| 2020   | MotoGP           | Team Suzuki Ecstar         | Suzuki      | Suzuki GSX-RR | Joan Mir          | 1         | 1 / 3 / 3      |                       |
| 2020   | MotoGP           | Team Suzuki Ecstar         | Suzuki      | Suzuki GSX-RR | Álex Rins         | 3         | 1 / 2 / 1      |                       |
| 2021   | MotoGP           | Team Suzuki Ecstar         | Suzuki      | Suzuki GSX-RR | Joan Mir          | 5*        | - / - / 3      |                       |
| 2021   | MotoGP           | Team Suzuki Ecstar         | Suzuki      | Suzuki GSX-RR | Álex Rins         | 13*       | - / - / -      |                       |